# Sandra Harding
Sandra G. Harding (n. 29 martie 1935, California, SUA – d. 5 martie 2025) a fost o filozoafă feministă americană, având contribuții importante în epistemologie, teoria postcolonială, filozofia științei sau metodologia de cercetare. A fost profesoară de științe sociale la Universitatea din California, Los Angeles (UCLA) și profesor de filozofie asociat la Universitatea Michigan. Ea a coordonat Centrul de Studii Feministe UCLA în perioada 1996-2000 și a co-editat publicația Semne: Jurnalul Femeilor în Cultură și Societate (2000-2005). A contribuit la teoria obiectivă și la studiul multicultural al științei. În anul 2013 a primit premiul John Desmond Bernal oferit de către Societatea pentru Studii Sociale ale Științei.

## Carieră
După obținerea diplomei de licență la Universitatea Rutgers în anul 1956, Sandra Harding lucrează timp de 12 ani ca cercetător, editor și profesor de matematică în New York și Poughkeepsie, iar în anul 1973 termină un doctorat la Departamentul de Filozofie al Universității din New York. Își începe cariera de profesor la Universitatea  de stat din New York, urmând ca în anul 1976 să se ocupe de un program de Studii Feministe în cadrul Departamentului de Filozofie al Universității Delaware până în 1996 când devine profesor de filozofie și de Studii Feministe la UCLA. 
A predat la mai mult de 300 de colegii, universități și conferințe în America de Nord, precum și în America Centrală, Europa, Africa și Asia. Cărțile ei, eseuri, sau diferite capitole din carți au fost traduse în zeci de limbi și retipărit în sute de antologii.
Sandra Harding a contribuit, de asemenea, la dezvoltarea de studii feministe, anti-rasiste, multiculturale, precum și post-coloniale ale științelor naturale și sociale. Ea este autoarea, sau editorul a numeroase cărți și eseuri pe aceste teme și a fost unul dintre fondatorii domeniului epistemologiei feministe și filosofia științei. Acest lucru a avut o influență deosebită în științele sociale și în studii de femei / de gen din toate disciplinele.
Ea este considerată unul dintre fondatorii domeniului epistemologiei feministe și filozofia științei. Contribuția ei în acest domeniu a fost legată de dezvoltarea teoriei obiective și standarde puternice pentru obiectivitate. Teoria obiectivă este definită ca revendicările de a reprezenta lumea dintr-un anumit punct de vedere social care poate pretinde privilegiu epistemic sau autoritate. Cu alte cuvinte, teoria obiectivă se referă la următoarea situație: „din punctul meu de vedere acest lucru este ceea ce am înțeles și cum am înțeles”, iar rezultatul va fi „cunoscătorii situației vs. experți”.
Sandra Harding a fost consultant pentru mai multe organizații ONU, inclusiv Comisia ONU de Știință și Tehnologie pentru Dezvoltare,  Organizația Pan American Health, UNESCO și  Fondul de Dezvoltare al ONU pentru femei.  Ea a fost invitată să co-editeze un capitol din Raportul Mondial de Știință UNESCO în anul 1996 privind "Dimensiunea de gen a științei  și tehnologiei"

## Premii
- 2013 - Premiul  John Desmond Bernal oferit de către Societatea pentru Studii Sociale ale Științei.
- 2012 - Numită Profesor Distins pentru Studii de Gen –UCLA
- 2011 – Numită Profesor Distins afiliat de Filozofie la Universitatea Michigan
- 2009 – Premiul pentru contribuția importantă la egalitatea de gen în Cercetarea Educațională
- 2007-2008 - Numită lector național Phi Beta Kappa.
- 1990 - Femeia Filozof a Anului
- 1989 – Aleasă membră în Sigma Xi

## Cărți
- The Postcolonial Science and Technology Studies Reader (2011)
- Sciences From Below: Feminisms, Postcolonialisms, and Modernities (2008)
- Science and Social Inequality: Feminist and Postcolonial Issues (2006)
- The Feminist Standpoint Theory Reader (2004)
- Science and Other Cultures: co-edited with Robert Figueroa (2003)
- Decentering the Center: Philosophies for a Multicultural, Postcolonial and Feminist World, co-edited with Uma Narayan (2000)
- Is Science Multicultural? Postcolonialisms, Feminisms, and Epistemologies (1998)
- The ‘Racial’ Economy of Science: Toward a Democratic Future (1993)
- Whose Science? Whose Knowledge: Thinking From Women’s Lives(1991)
- Feminism and Methodology: Social Science Issues (1987)
- The Science Question in Feminism (1986)
- Discovering Reality: Feminist Perspectives on Epistemology, Metaphysics, Methodology, and Philosophy of Science. Co-edited with Merrill Hintikka (1983) Second edition (2003)

## Legături externe
- Sandra Harding, Science, 11 septembrie 1988
- „Starting from Marginalized Lives: A conversation with Sandra Harding” Arhivat în 19 martie 2013, la Wayback Machine.